# Édson Nobre
Édson de Jesus Nobre (Benguela, 3 febbraio 1980) è un ex calciatore angolano, di ruolo centrocampista o attaccante.

## Carriera
Nel 2006 è stato convocato dal CT angolano Luís de Oliveira Gonçalves per il campionato del mondo 2006. In tutto l'evento ha giocato 20 minuti, nella prima partita dell'Angola contro il Portogallo (persa per 1-0).